# Emica
Emica je žensko osebno ime.

## Izvor imena
Ime Emica je različica ženskega osebnega imena Ema.

## Pogostost imena
Po podatkih Statističnega urada Republike Slovenije je bilo na dan 31. decembra 2007 v Sloveniji število ženskih oseb z imenom Emica: 127.

## Osebni praznik
Osebe z imenom Emica lahko godujejo takrat kot osebe z imenom Ema.